# 波圖足球會B隊
波圖足球會B隊（葡萄牙語：FC Porto B），位於波爾圖，葡萄牙職業足球會，成立於1999年，於2006年解散，在2012年重建，現時於葡甲作賽。他們是波圖足球會的預備隊，因此没有參加葡萄牙盃及葡聯盃的资格。

## 外部連結
- Official webpage （页面存档备份，存于） （葡萄牙文）
- Official regulation （页面存档备份，存于） （葡萄牙文）
- Official Statistics （页面存档备份，存于） （葡萄牙文）
- Resultados Ao Vivo, proximos jogos ao vivo, posicoes de Liga de Honra （葡萄牙文）
- Portuguese Futebol.com » Your Source for Portuguese Soccer （英文）
- Portuguese Soccer News Links （页面存档备份，存于） （英文）

1. ↑  . ZeroZero. 5 October 2012  [5 October 2012]. （原始内容存档于2014-01-15）.